# Pedro Miguel Da Silva Rocha
Pedrinho, właśc. Pedro Miguel Silva Rocha (ur. 6 marca 1985 w Póvoa de Varzim) – portugalski piłkarz grający na pozycji prawego obrońcy. Od 2019 gra w Leixões SC.

## Kariera klubowa
Od 2002 szkolił się w szkółce piłkarskiej Varzim SC. Zadebiutował z Varzim SC w Liga Honra. 25 stycznia 2013 roku podpisał kontrakt z Académica Coimbra. 1 sierpnia 2007 roku, przeszedł na zasadzie wypożyczenia do Varzim SC i powraca w styczniu do Académica Coimbra.
7 czerwca 2011 roku podpisał kontrakt z FC Lorient. 6 sierpnia 2011 rozegrał swój pierwszy mecz w Ligue 1 na Paris Saint-Germain. 22 grudnia 2012 strzelił swoją pierwszą bramkę w Ligue 1, w meczu przeciwko Stade de Reims. W 2015 przeszedł do Rio Ave FC.
| Sezon   | Klub              | Kraj       | Rozgrywki     | Mecze | Bramki |
| ------- | ----------------- | ---------- | ------------- | ----- | ------ |
| 2003/04 | Varzim SC         | Portugalia | Segunda Liga  | 1     | 1      |
| 2004/05 | Varzim SC         | Portugalia | Segunda Liga  | 17    | 0      |
| 2005/06 | Varzim SC         | Portugalia | Segunda Liga  | 24    | 7      |
| 2006/07 | Varzim SC         | Portugalia | Segunda Liga  | 29    | 1      |
| 2007/08 | Varzim SC         | Portugalia | Segunda Liga  | 14    | 0      |
| 2007/08 | Académica Coimbra | Portugalia | Primeira Liga | 11    | 0      |
| 2008/09 | Académica Coimbra | Portugalia | Primeira Liga | 27    | 1      |
| 2009/10 | Académica Coimbra | Portugalia | Primeira Liga | 27    | 0      |
| 2010/11 | Académica Coimbra | Portugalia | Primeira Liga | 20    | 0      |
| 2011/12 | FC Lorient        | Francja    | Ligue 1       | 11    | 0      |
| 2012/13 | FC Lorient        | Francja    | Ligue 1       | 9     | 1      |
| 2013/14 | FC Lorient        | Francja    | Ligue 1       | 2     | 0      |
| 2014/15 | FC Lorient        | Francja    | Ligue 1       | 9     | 0      |
| 2015/16 | Rio Ave FC        | Portugalia | Primeira Liga | 12    | 0      |
| 2016/17 | Rio Ave FC        | Portugalia | Primeira Liga | 15    | 0      |
| 2017/18 | CD Aves           | Portugalia | Primeira Liga | 6     | 0      |
| 2018/19 | CD Aves           | Portugalia | Primeira Liga | 0     | 0      |
| 2018/19 | Leixões SC        | Portugalia | Segunda Liga  | 2     | 0      |
| 2019/20 | Leixões SC        | Portugalia | Segunda Liga  |       |        |